# Adelotus brevis
Genre
Synonymes
- Cryptotis Günther, 1863

Espèce
Synonymes
- Cryptotis brevis Günther, 1863

Statut de conservation UICN

 NT  : Quasi menacé
Adelotus brevis, unique représentant du genre Adelotus, est une espèce d'amphibiens de la famille des Limnodynastidae.

## Répartition

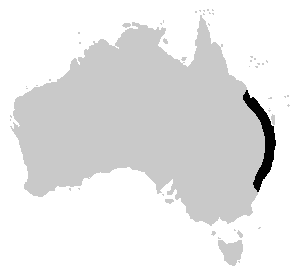
Répartition

Cette espèce est endémique d'Australie. Elle se rencontre en dessous de 400 m d'altitude le long de la côte Est du centre de l'État du Queensland jusqu'au Sud de la Nouvelle-Galles du Sud,.

## Description

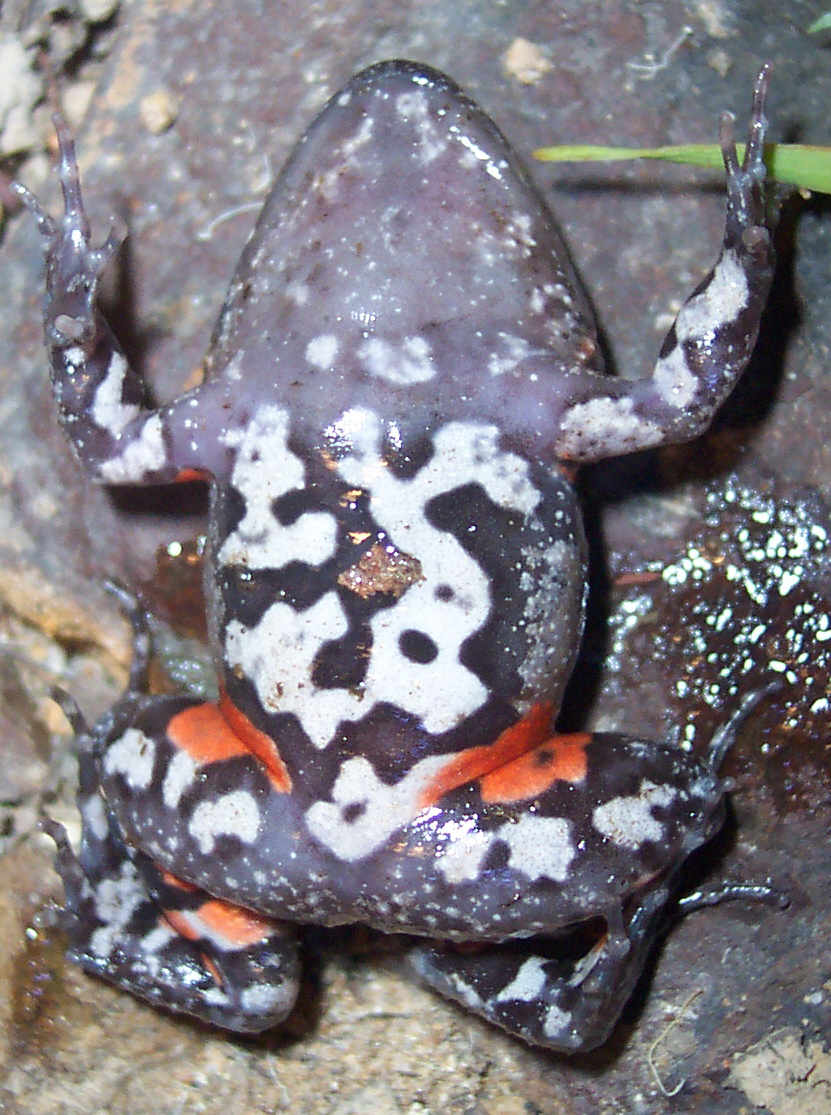
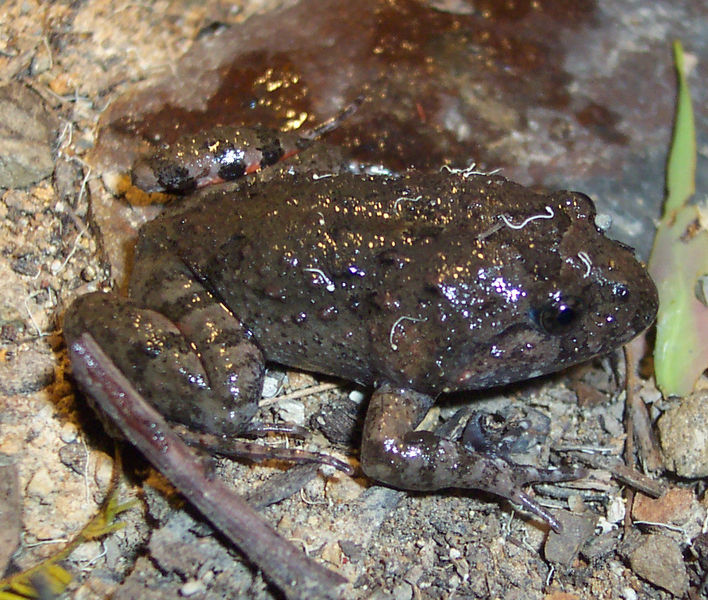
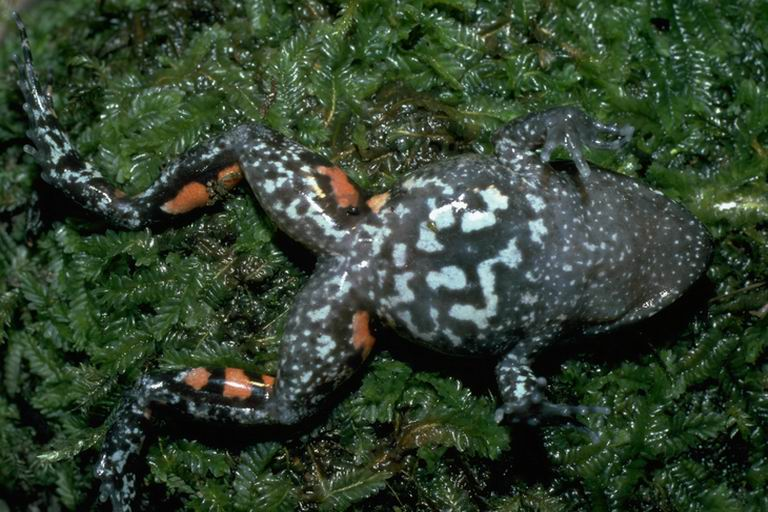

Les mâles qui mesurent environ 50 mm sont plus grands que les femelles qui mesurent environ 40 mm.

## Taxinomie
Adelotus Ogilby, 1907 est le nouveau nom de Cryptotis Günther, 1863 qui était déjà attribué par Pomel, 1848 (Mammalia).

## Publications originales
- Günther, 1863 : On new species of batrachians from Australia. Annals and Magazine of Natural History, sér. 3, vol. 11, p. 26-28 (texte intégral).
- Ogilby, 1907 : A new tree frog from Brisbane. Proceedings of the Royal Society of Queensland, vol. 20, p. 31-32 (texte intégral).